# Mante religieuse (art martial)
 (novembre 2009).
Si vous disposez d'ouvrages ou d'articles de référence ou si vous connaissez des sites web de qualité traitant du thème abordé ici, merci de compléter l'article en donnant les références utiles à sa vérifiabilité et en les liant à la section « Notes et références ».
Le tang lang quan ou tanglang quan (chinois: 螳螂拳; pinyin: tánglángquán) ou « boxe de la mante religieuse » désigne l'ensemble des styles d'imitation animalière de la mante religieuse dans les arts martiaux chinois. Selon les légendes, le créateur de ce style traditionnel serait Wang Lang (王朗), durant la dynastie Song (Xe – XIIIe siècle) ou bien à la fin de la dynastie Ming (XIVe – XVIIe siècle), dans la province de Shandong.

## Histoire

Province de Shandong (en rouge) à l'intérieur de la Chine

La quintessence de la légende, a été recopiée par les nombreux copistes qui ne font pas la différence entre mythe des origines et données historiques.
Le fondateur du style de la mante religieuse serait un certain Wong Long.
Il serait né en Chine durant la dynastie Ming (1368 - 1644) dans le district de Jimo dans la province de Shandong. Il viendrait d’une famille aisée et aurait étudié les arts martiaux dans sa jeunesse auprès des moines de Shaolin.
Wong Long, plus petit et moins fort physiquement que ses homologues se faisait battre à chaque combat. Aussi il décida de trouver un moyen de pallier le manque de force.
Un jour en se promenant, Wong fut témoin d'un combat entre une mante religieuse et une sauterelle. Wong Long fut fasciné par l'agressivité, la vitesse et la force de la mante religieuse. Quand la sauterelle attaquait, la mante se jetait sur le côté, et avec la vitesse et la force de l’éclair elle immobilisait la sauterelle avec ses avant-bras puissants. Wong Long emmena la mante chez lui pour l’étudier de près. Il employa un roseau pour poignarder la mante et soigneusement étudia ses mouvements, examinant comment elle réagissait aux diverses situations. Wong imitait alors ces actions et lentement son système évolua.
Wong Long a longuement compilé ces mouvements dans ce qui est connu aujourd'hui comme formule verbale de douze mots clés, les sept longs, huit courts, huit modèles rigides de main, les douze modèles flexibles de main, les huit points vulnérables et huit d'attaque mortelle. Ceci a mené au développement du modèle du style de la mante religieuse avec ses mouvements caractéristiques forts et rapides.
Quand Wong Long a été satisfait, il a ajouté au nouveau modèle les meilleures techniques tirées des dix-sept autres modèles qu'il avait précédemment étudiés. Plus il pratiquait, plus il se rendait compte que bien que la structure du modèle ait été très rapide, dépeignant la puissance et la vitesse de la mante, le jeu de pieds était inadéquat pour délivrer des coups brefs.
C'est en observant, plus tard des singes qui jouaient ou combattaient, que la solution lui apparu clairement. S’il pouvait fusionner les positions intelligentes du singe avec les mouvements de main de la mante, la vitesse des mains et des pieds serait assurée.
Au-delà de la légende, on peut observer qu'il s'agit d'un style syncrétiste qui mêle les techniques de main de divers styles de la grue et les techniques de déplacements du singe.
La multitude des styles de mante religieuse, tous issus de la province du Shandong, et qui se sont ensuite répandues vers le Sud de la Chine, montre la complexité à construire sérieusement une « généalogie ».
Il existe des styles, branches et écoles de mante religieuse du Shandong qui n'ont pas encore été répertoriés.

## Styles de tang lang quan
Le sang froid de l'animal inspire l'impossibilité de compromis et la rationalité ; telle la mante religieuse sa technique a une nature énergique et sauvage.
Pour déborder l'adversaire, les saisies au bras sont enchaînées par des techniques de haut en bas sous tous les angles.

## À noter
- Lion Rafale, un personnage de jeu vidéo de la série Virtua Fighter, pratique cet art.
- Un personnage du film Kung Fu Panda appartenant aux "Cinq Cyclones" s'appelle "Mante", et fait référence au Tang lang quan.
- Le personnage de Jia Sidao (incarné par Chin Han) dans la série Marco Polo pratique cet art.